# Elias Karam

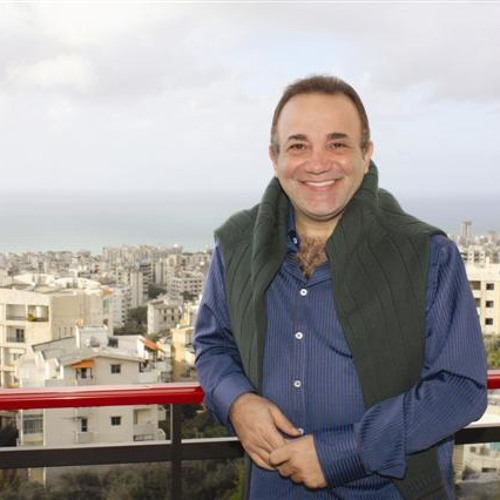
Elias Karam

Elias Karam (arabisch الياس كرم; * 1960 in Hassaké) ist ein syrischer Solosänger aramäischer/assyrischer Abstammung aus dem Gouvernement al-Hasaka. Er komponiert seit 1982 orientalische Musik, tanzt die Dabke und ist Musiker des syrisch-arabischen Tarab.

## Leben
Elias lernte das Oud-Spielen von seinem Vater und wurde bereits im frühen Alter von Wadih El Safi inspiriert, was ihm dazu verhalf, im Alter von 16 sein erstes Lied zu schreiben. Mit Einstieg in das professionelle Alter von 20 begann Elias, Musik zu komponieren. Sein berühmtestes Tarab-Lied ist "‘Amari", "Tarab ya kalbi" and "Koullon ‘anak saalouni". Elias tourte in der gesamten arabischen Welt, in Kanada, den Vereinigten Staaten sowie in einer Reihe von europäischen Ländern. Er erschien auch in einigen Fernsehsendungen Syriens.